# Afro-Colombiens

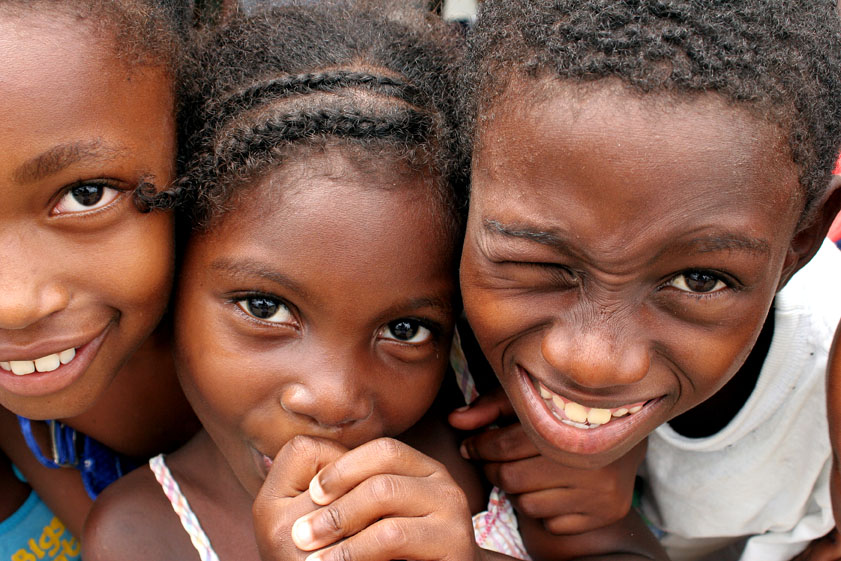
Enfants afro-colombiens

Les Afro-Colombiens sont les habitants noirs de Colombie, descendants des esclaves venus d'Afrique pour servir de main-d’œuvre aux conquistadors espagnols. Libérés en 1851, ils représentent désormais[Quand ?] 9,34 % de la population totale du pays selon le recensement démographique de 2018. Ils vivent surtout sur la côte occidentale et, dans une moindre mesure, sur la côte septentrionale.
Les arts, et en particulier la musique colombienne, ont reçu un apport important des Afro-Colombiens. La cumbia, le vallenato, le currulao (es) et la champeta sont des styles musicaux directement issus de la culture afro-colombienne.

## Répartition

Carte de répartition des Afro-Colombiens en Colombie.

Les Afro-Colombiens sont principalement présents sur les côtes Caraïbe et Pacifique. Le département ayant le taux le plus élevé d'Afro-Colombiens est celui de Chocó, avec 73,83 %.
| Département              | Capitale              | Population totale (2018) | Afro-Colombiens (%) |
| ------------------------ | --------------------- | ------------------------ | ------------------- |
| Chocó                    | Quibdó                | 544 764                  | 73,83               |
| San Andrés y Providencia | San Andrés            | 63 692                   | 55,64               |
| Cauca                    | Popayán               | 1 491 937                | 19,74               |
| Nariño                   | San Juan de Pasto     | 1 627 589                | 17,45               |
| Valle del Cauca          | Cali                  | 4 532 152                | 17,09               |
| Bolívar                  | Carthagène des Indes  | 2 180 976                | 16,73               |
| Cesar                    | Valledupar            | 1 295 387                | 12,97               |
| Sucre                    | Sincelejo             | 949 252                  | 11,91               |
| Magdalena                | Santa Marta           | 1 427 026                | 8,42                |
| La Guajira               | Riohacha              | 965 718                  | 7,32                |
| Córdoba                  | Montería              | 1 828 947                | 6,58                |
| Atlántico                | Barranquilla          | 2 722 128                | 5,99                |
| Antioquia                | Medellín              | 6 677 930                | 5,22                |
| Arauca                   | Arauca                | 294 206                  | 4,20                |
| Guaviare                 | San José del Guaviare | 86 657                   | 4,10                |
| Putumayo                 | Mocoa                 | 359 127                  | 3,62                |
| Risaralda                | Pereira               | 961 055                  | 1,99                |
| Casanare                 | Yopal                 | 435 195                  | 1,61                |
| Caldas                   | Manizales             | 1 018 453                | 1,59                |
| Caquetá                  | Florencia (Caquetá)   | 410 521                  | 1,41                |
| Quindío                  | Armenia (Quindío)     | 555 401                  | 1,18                |
| Santander                | Bucaramanga           | 2 280 908                | 1,13                |
| Guainía                  | Inírida               | 50 636                   | 1,04                |
| Meta                     | Villavicencio         | 1 063 454                | 0,96                |
| Bogota D.C.              | Bogota                | 7 743 955                | 0,92                |
| Vaupés                   | Mitú                  | 44 712                   | 0,77                |
| Vichada                  | Puerto Carreño        | 112 958                  | 0,76                |
| Amazonas                 | Leticia               | 79 020                   | 0,74                |
| Huila                    | Neiva                 | 1 122 622                | 0,50                |
| Cundinamarca             | Bogota                | 3 242 999                | 0,47                |
| Tolima                   | Ibagué                | 1 339 998                | 0,42                |
| Norte de Santander       | Cúcuta                | 1 620 318                | 0,40                |
| Boyacá                   | Tunja                 | 1 242 731                | 0,38                |
| Colombie                 | Bogota                | 50 372 424               | 9,34                |

Les villes ayant les plus fortes populations afro-colombiennes sont Cali (542 936), Carthagène des Indes (319 373), Buenaventura (271 141), Barranquilla (146 538), Medellín (137 988), Tumaco (129 491), Quibdó (100 007), Turbo (99 274), Bogota (97 885) et Riohacha (44 841).

## Histoire
C'est depuis Carthagène des Indes que furent amenés les esclaves vers les mines d'or d'Antioquia et du Chocó, dans la vallée du Cauca ainsi que dans la région du fleuve Magdalena. Jusqu'au milieu du XVIe siècle, les esclaves étaient des Wolofs originaires de l'actuel Sénégal, puis des Africains de l'Angola, du Congo, du Dahomey (le nom actuel du Bénin), du Ghana et de la côte Calabar. Comme dans toute l'Amérique latine, les esclaves n'acceptèrent jamais leur sort et se révoltèrent à de nombreuses reprises.
Lors de l'une des plus importantes révoltes, en 1529, les esclaves noirs détruisirent la ville de Santa Marta. Les esclaves libérés s'enfuyaient et fondaient plusieurs palenques, des villages fortifiés qui abritaient la communauté. Le palenque Castillo est en terre indienne près de Popayán. Les Espagnols l'attaquèrent fréquemment.
Au début du XVIIe siècle, l'esclave Benkos Biohó organise une armée de fugitifs dans les monts de María au sud de Carthagène. Il réussit à dominer toutes les montagnes de la Sierra María dans le département de Bolívar, son but étant de conquérir Carthagène. En 1605, Benkos Biohó et le Gouverneur de Carthagène, Suazo, signent un traité de paix qui reconnaît l’autonomie du Palenque de la Matuna. En 1608, il fonde Le palenque de San Basilio qui est encore aujourd'hui l'un des principaux lieux d'expression de la culture afro-colombienne. En 1621, il est fait prisonnier puis pendu et écartelé en place publique à Carthagène le 16 mars 1621.
Sur le plan politique, jusqu'au XXe siècle, les conservateurs focaliseront leur phobie sur les Afro-Colombiens jugés indignes de la civilisation européenne et blanche dont la Colombie se veut une digne représentante.

## Personnalités

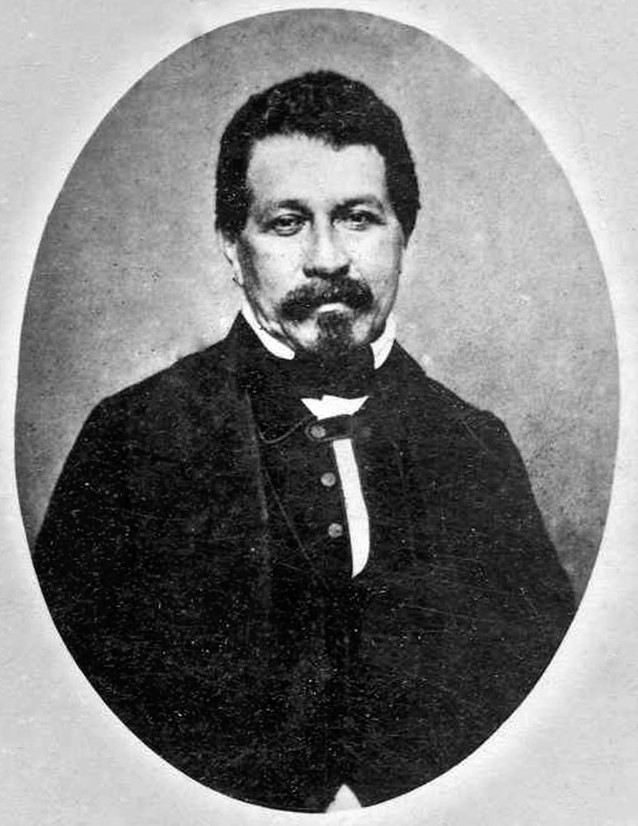
Portrait de Juan José Nieto Gil, président noir de Colombie du 25 janvier au 18 juillet 1861.

La musique colombienne compte de nombreux représentants afro-colombiens. C'est le cas de Joe Arroyo, Piper pimienta, Wilson Saoko (es), Alejandro Durán, Totó la Momposina, Carolina Dijkhuizen, Leonor González Mina (es), Calixto Ochoa (es) ou Alexis Lozano (es), de même que Jairo Varela (es) et son groupe de salsa internationalement connu, le Grupo Niche.
En sport, c'est une haltérophile afro-colombienne, María Isabel Urrutia, qui aux Jeux olympiques d'été de 2000 de Sydney a permis à la Colombie de gagner sa première médaille d'or, tandis qu'Edgar Enrique Rentería a brillé dans les plus grandes équipes américaines de baseball. Des boxeurs tels Kid Pambelé ou Mambaco Pacheco ont été champions du monde.
En politique, Benkos Biohó fut un esclave du XVIe siècle en fuite perçu comme l'instigateur du premier mouvement noir de résistance au système colonial basé sur l'esclavage, tandis qu'un des présidents colombiens, Juan José Nieto Gil, était noir, contrairement à ce que laissent supposer certains portraits de lui. Plus récemment, la militante Francia Márquez, lauréate du prix Goldman pour l'environnement en 2018 pour son travail contre l'extraction illégale de l'or dans sa communauté de La Toma, est élue vice-présidente de la Colombie le 7 août 2022.